# Deutsche Orientierungslaufmeisterschaften 2015
Die Deutschen Orientierungslaufmeisterschaften 2015 fanden in vier Wettbewerben statt.
Der Zeitplan der Wettbewerbe sah wie folgt aus:
- 9. Mai: Sprint in Freiberg
- 30. Mai: Mitteldistanz in Großalmerode
- 12. September: Staffel in Biesenthal
- 10. Oktober: Langdistanz in Bad Harzburg

## Sprint
| Platz | Athlet               | Verein               | Zeit      |
| ----- | -------------------- | -------------------- | --------- |
| 1     | Marvin Goericke      | Berliner TSC         | 13:26 min |
| 2     | Matthias Kretzschmar | Post SV Dresden      | 13:40 min |
| 3     | Sören Riechers       | Bielefelder TG       | 13:41 min |
| 4     | Florian Flechsig     | USV TU Dresden       | 13:50 min |
| 5     | Moritz Döllgast      | TV Oberbexbach       | 13:58 min |
| 6     | Robert Krüger        | SSV Planeta Radebeul | 13:59 min |

| Platz | Athletin        | Verein          | Zeit      |
| ----- | --------------- | --------------- | --------- |
| 1     | Anne Kunzendorf | Gundelfinger TS | 13:45 min |
| 2     | Leonore Winkler | USV Jena        | 14:09 min |
| 3     | Anicó Kulow     | Berliner TS     | 14:37 min |
| 4     | Patricia Nieke  | USV TU Dresden  | 15:12 min |
| 5     | Farina Freigang | Bielefelder TG  | 15:21 min |
| 6     | Britta Meißner  | OLV Landshut    | 15:37 min |

## Mitteldistanz
| Platz | Athlet                                | Zeit      |
| ----- | ------------------------------------- | --------- |
| 1     | Sören Lösch USV Jena                  | 33:02 min |
| 2     | Christoph Brandt SSV Planeta Radebeul | 35:59 min |
| 3     | Sören Riechers Bielefelder TG         | 36:51 min |
| 4     | Teodor Yordanov OC München            | 36:59 min |
| 5     | Bjarne Friedrichs MTV Seesen          | 37:29 min |
| 6     | Paul Lützkendorf OLV Weimar           | 37:34 min |

| Platz | Athletin                         | Zeit      |
| ----- | -------------------------------- | --------- |
| 1     | Resi Rathmann SV Schmalkalden 04 | 32:08 min |
| 2     | Sabine Rothaug OSC Kassel        | 33:22 min |
| 3     | Susen Lösch USV Jena             | 33:28 min |
| 4     | Anne Kunzendorf Gundelfinger TS  | 34:11 min |
| 5     | Theresa Flechsig USV TU Dresden  | 35:27 min |
| 6     | Josephine Greiner OC München     | 35:35 min |

## Langdistanz
| Platz | Athlet                                | Zeit      |
| ----- | ------------------------------------- | --------- |
| 1     | Sören Lösch USV Jena                  | 1:46:58 h |
| 2     | Bjarne Friedrichs MTV Seesen          | 1:48:54 h |
| 3     | Philipp Müller Post SV Dresden        | 1:51:34 h |
| 4     | Matthias Kretzschmar Post SV Dresden  | 1:53:07 h |
| 5     | Teodor Yordanov OC München            | 1:57:12 h |
| 6     | Christoph Brandt SSV Planeta Radebeul | 1:57:14   |

| Platz | Athletin                             | Zeit      |
| ----- | ------------------------------------ | --------- |
| 1     | Karin Schmalfeld BSV Halle-Ammendorf | 1:31:38 h |
| 2     | Arntraut Götsch USV Jena             | 1:33:02 h |
| 3     | Josephine Greiner OSC Kassel         | 1:33:50 h |
| 4     | Hanka Straube SV Lengefeld           | 1:35:50 h |
| 5     | Anne Heinemann SV Robotron Dresden   | 1:37:31 h |
| 6     | Lucca Bergmann OSC Kassel            | 1:50:14 h |